# Храмов Юрій Олексійович
Ю́рій Олексі́йович Хра́мов (14 травня 1933, Харків — 28 червня 2025) — український історик науки, доктор фізико-математичних наук, голова Українського товариства істориків науки (з 1993), завідувач відділом історії науки і техніки Інституту досліджень науково-технічного потенціалу та історії науки імені Г. М. Доброва НАН України.
Закінчив Київський педагогічний інститут (1956).
У 1960—1964 роках працював в головній редакції Української Радянської Енциклопедії.
У 1964—1992 роках — у видавництві «Наукова думка» (з 1967 року — головний редактор, з 1975 року — директор).
З 1986 р. — завідувач відділом ЦДПІН НАН України.
Дослідження присвячені питанням історії фізики, історії та теорії наукових шкіл (фізичних), історії природознавства України та НАН України. Розробив періодизацію розвитку фізики, підхід викладення її історії, модель сучасної наукової школи, ідентифікував ряд фізичних шкіл, ввів в науковий обіг багато фактів та імен.
Головний редактор щорічників «Нариси з історії природознавства та техніки» (з 1990) та «Імена України» (з 1996).
Помер 28 червня 2025 року у віці 92 років.
Автор книг:
1. «Научные школы в физике» (1977);
2. Храмов Ю. А. Физики : Биографический справочник. — К. : Наукова думка, 1977. — 512 с. — 50 000 прим.
3. «Биография физики» (1983);
4. «История формирования и развития физических школ на Украине» (1991);
5. «Дело УФТИ. 1935—1938» (1998, в соавторстве);
6. «История НАН Украины. 1918—1998» (2000, в соавторстве);
7. «История физики» (2006) и др.